# Du (časopis)
Du je švýcarský kulturní fotografický časopis. Byl založen Arnoldem Küblerem a poprvé vyšel v březnu 1941 v curyšském vydavatelství Verlag Conzett & Huber pod názvem Schweizerische Monatsschrift.

## Historie
Od roku 2004 časopis patřil nakladatelství Niggli. V srpnu 2007 byl prodán společnosti Persönlich Verlag. Od ledna 2008 funguje redakce časopisu s novým konceptem a obnoveným personálním obsazením.

## Šéfredaktoři
- Arnold Kübler (1941 až 1957)
- Manuel Gasser (do 1975)
- Dominik Keller a Wolfhart Draeger (do 1988)
- Dieter Bachmann (do 1998)
- Marco Meier (do 2002)
- Christian Seiler (do 2004)
- J. Christoph Bürkle (vydavatel do 2007, jako editor byl zodpovědný za redakci od roku 2004)
- Walter Keller (od 2008)

## Známí fotografové
- Walter Robert Corti (1910-1990)
- Emil Schulthess (1913-1996)
- Hugo Loetscher (1929–2009)
- Willy Rotzler
- Werner Bischof (1916-1954)
- René Burri (1933–2014)
- Anita Niesz (*1925)
- Michael Lang (*1949)

## Známé reportáže

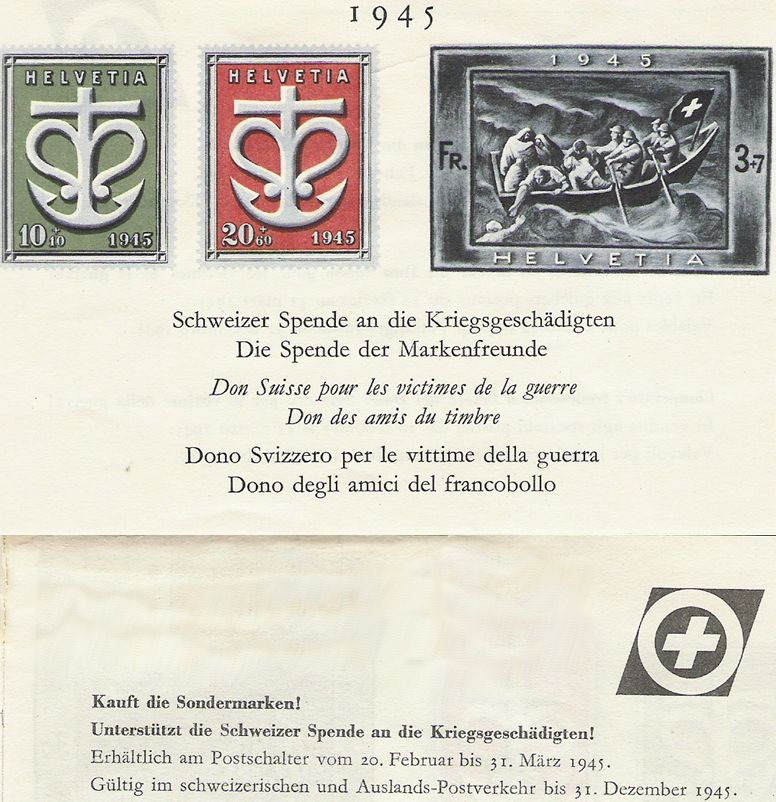
Poštovní známky s motivem švýcarské humanitární pomoci

- 1946 Nr. 5: Europäische Aufnahmen: Fotoreportáž o švýcarské pomoci (Schweizer Spende) ve válkou poškozené Evropě s 59 snímky od Wernera Bischofa
- 1949 Nr. 6: Východní Evropa dnes (Osteuropa heute): Zápisky z cest a 51 Fotografií Wernera Bischofa z poválečné východní Evropy
- 1951 Nr. 3: 10 let "du". Kolegium švýcarských fotografů: Paul Senn, Gotthard Schuh, Jakob Tuggener, Walter Läubli a Werner Bischof
- 1955 Nr. 11: Lidská rodina - Walter Robert Corti

## Ocenění
Časopis získal Stříbrnou cenu Designpreis Spolkové republiky Německo 2006, vydaný Spolkovou radou pro design (něm. Rat für Formgebung, angl. German Design Council) z pověření Spolkového ministerstva hospodářství a technologie.